# Al Lirvat
 (mars 2011).
Si vous disposez d'ouvrages ou d'articles de référence ou si vous connaissez des sites web de qualité traitant du thème abordé ici, merci de compléter l'article en donnant les références utiles à sa vérifiabilité et en les liant à la section « Notes et références ».
Albert Lirvat, connu sous le nom de scène d'Al Lirvat, né le 12 février 1916 à Pointe-à-Pitre et mort le 30 juin 2007 à Paris, est un musicien de jazz et de biguine français et un des pionniers de la musique tropicale, inventeur du wabap.

## Biographie

### Jeunesse
Il est reconnu par son beau-père André Lirvat qui meurt en 1920 des suites de blessures subies pendant Première Guerre mondiale. À l'âge de 4 ans, il est confié à sa tante, qui est aussi sa marraine, dont le mari tient un commerce d'instruments et de partitions de musique à la Place de la Victoire à Pointe-à-Pitre.

### Musicien
D'abord guitariste, il compose à l'âge de seize ans la biguine Touloulou, qui restera un grand classique du répertoire antillais. Arrivé à Paris en 1935, il se lie notamment avec Pierre Louiss (père d'Eddy Louiss), avec lequel il compose plusieurs morceaux parus chez Odeon Records en 1939. Son diplôme d'ingénieur en poche, il repart aux Antilles où il est mobilisé et doit rejoindre la France.
En 1941, il est engagé par Félix Valvert qui l'incite à apprendre le trombone. Il se produit avec l'orchestre de ce dernier à la Boule Blanche. Deux ans plus tard, Lirvat sera déclaré meilleur tromboniste de France par le Hot Club de France et sa revue Jazz Hot,.
Parti en zone libre française en compagnie de Valvert et de musiciens tels que Robert Mavounzy, Lirvat accompagne Édith Piaf sur scène à Marseille[réf. nécessaire] puis remonte à Paris et rejoint en 1942 les formations qui se produisent à La Cigale, dont il dirigera ensuite l'orchestre de 1955 à 1961, avant de diriger celui de La Boule Blanche, puis de la Canne à Sucre (1976-1977). Entretemps, il s'était consacré à la musique antillaise (1946-1954), jouant dans diverses formations.
Dans les années 50, il invente le wabap après avoir écouté Dizzy Gillespie, en février 1948, à la Salle Pleyel de Paris,. Ce genre musical applique les principes du cubop et du bebop à la biguine – ce nouveau genre connaîtra un succès fulgurant. Il utilise des harmonies traditionnelles dissonantes avec des thèmes de 32 mesures au lieu des classiques 16, 8 et 4 mesures.
Lirvat a également accompagné Joséphine Baker à l'Olympia de décembre 1959 à janvier 1961.
Dès lors « jamais plus tout à fait considéré comme un musicien de biguine ni comme un musicien de jazz par les puristes des deux côtés » selon J. Denis, Lirvat continuera d'innover (inventant encore le kalangué et le beka ou la biguine ka, de se produire et de composer tout en participant à des comédies musicales, à des films (Siméon, d'Euzhan Palcy) ou à des publicités.

## Discographie
Al Lirvat and His Cigal's Band, Paris 1955 (FA5215, Frémeaux & Associés, 2008)
Mme Mavounzy (avec Robert Mavounzy et Alain Jean-Marie) (1969, réédition en CD HCD Prod, 2008)
Hommage à Al Lirvat, le musicien de l'âme (réédition par l'ARICOM (Association pour le rayonnement culturel des Français d'Outremer) et la Mairie de Paris, 1997)

## Distinctions
- 1978 : Prix Maracas D'Or[10]
- 1997 : Médaille Vermeil de la Ville de Paris[10]
- 1998 :  Chevalier de l'ordre national du Mérite [11]